# Ensemble préhistorique de la Butte aux Pierres
L'ensemble préhistorique de la Butte aux Pierres est un ensemble préhistorique situé à Saint-Joachim, en France.

## Localisation
L'ensemble est située sur la commune de Saint-Joachim, dans le département de la Loire-Atlantique, en Brière

## Historique
Le monument est inscrit au titre des monuments historiques en 1981.